# Ferebithynia
Ferebithynia is een uitgestorven geslacht van weekdieren uit de klasse van de Gastropoda (slakken). Exemplaren van dit geslacht zijn slechts als fossiel bekend.

## Soort
- Ferebithynia vadaszi (Wenz, 1931) †